# Zink-Kupfer-Paar
Als Zink-Kupfer-Paar (oder auch aktiviertes Zink genannt) wird in der Chemie eine aktivierte Form von metallischem Zink bezeichnet.

## Hintergrund
Hochreines Zink entwickelt bei der Einwirkung von Säuren bei Raumtemperatur fast keinen Wasserstoff. Die Ursache hierfür ist, dass bei der Auflösung entstandene positiv geladene Zinkionen (Zn → Zn2+ + 2 e−) die Annäherung und Entladung der ebenfalls positiv geladenen Protonen der Säure am Zink verhindern (2 H+ + 2 e− → H2). Wird dagegen das Zink mit einem edleren Metall – wie beispielsweise Kupfer – berührt, so können auf dieses Metall die Elektronen abfließen und dort mit den Protonen der Säure den Wasserstoff bilden. Das edlere Metall kann der Einfachheit halber auch in Form von Ionen zugesetzt werden, beispielsweise in Form von Kupfersulfat. Das unedlere Zink scheidet dann das metallische Kupfer an seiner Oberfläche ab (Cu2+ + Zn → Cu + Zn2+), von wo aus die Ladungen abgeleitet werden können.
An der Oberfläche bilden sich zwischen den Kupferverunreinigungen und dem Zink winzige Lokalelemente aus.
Das Zink ist dadurch aktiviert und kann zu Reduktionszwecken verwendet werden.
Ein Beispiel für den Einsatz des Zink-Kupfer-Paares ist die Reformatzki-Reaktion. Auch die Simmons-Smith-Reaktion kann mit dem Zink-Kupfer-Paar durchgeführt werden.

## Herstellung
Das klassische Zink-Kupfer-Paar wird durch die Behandlung von metallischem Zink mit verdünnter Salzsäure und anschließender Zugabe einer Kupfersulfatlösung und wiederholtem Waschen des so behandelten Zinks mit Wasser erhalten.